# 大兴乡 (葫芦岛市)
大兴乡，是中华人民共和国辽宁省葫芦岛市南票区下辖的一个乡镇级行政单位。

## 行政区划
大兴乡下辖以下地区：
东青堡村、二道河子村、河南村、河北村、鸭子场村、陈家屯村、邸家屯村、仇化屯村、石灰窑子村、二台子村、三台子村和土台子村。